# Лиссэнцефалия
Лиссэнцефалия (от др.-греч. λισσός — «гладкий» и ἐγκέφαλος — «головной мозг») — аномалия развития: сглаживание извилин коры больших полушарий головного мозга, возникающее в результате недостаточной миграции нейробластов из первичной нервной трубки. При лиссенцефалии может наблюдаться агирия — отсутствие извилин мозга.

## Причины
Причиной лиссэнцефалии могут быть вирусные инфекции матки или плода в первом триместре или недостаточное кровоснабжение мозга плода на ранних сроках беременности. Есть также ряд генетических причин, в том числе мутация гена рилина (7q22 на хромосоме 7), а также другие гены Х-хромосомы и хромосомы 17. Для семей с известными случаями лиссэнцефалии рекомендуется консультирование генетиком.

## Классификация
Лиссэнцефалия насчитывает до 20 разновидностей; причины некоторых форм заболевания до сих пор не установлены. На основании генетических и морфологических данных в 2003 году была принята единая классификация, в которой представлено пять групп:
- Классические лиссэнцефалии (ранее — лиссэнцефалии I типа), включая следующие формы:
  - Лиссэнцефалия, вызываемая мутацией гена LIS1, в том числе
    - Изолированная лиссэнцефалия 1 типа
    - Синдром Миллера-Дикера

  - Лиссэнцефалия, вызываемая мутацией гена DCX (doublecortin)
  - Изолированная лиссэнцефалия 1 типа без установленных генетических дефектов
- X-сцеплённая лиссэнцефалия с агенезом мозолистого тела (ген ARX)
- Лиссэнцефалия с гипоплазией мозжечка, в том числе
  - Синдром Норман-Робертс (мутация гена, кодирующего белок рилин)[4]

- Микролиссэнцефалия
- «Булыжниковая» лиссэнцефалия (англ. cobblestone lissencephaly, ранее — лиссэнцефалия II типа), в том числе:
  - Синдром Уокера-Варбурга, или HARD(E)-синдром (англ. Walker-Warburg Syndrome)
  - Синдром Фукуямы
  - Мышечно-Глазо-Мозговая Болезнь (Muscle-Eye-Brain disease, MEB)